# Illja Mate

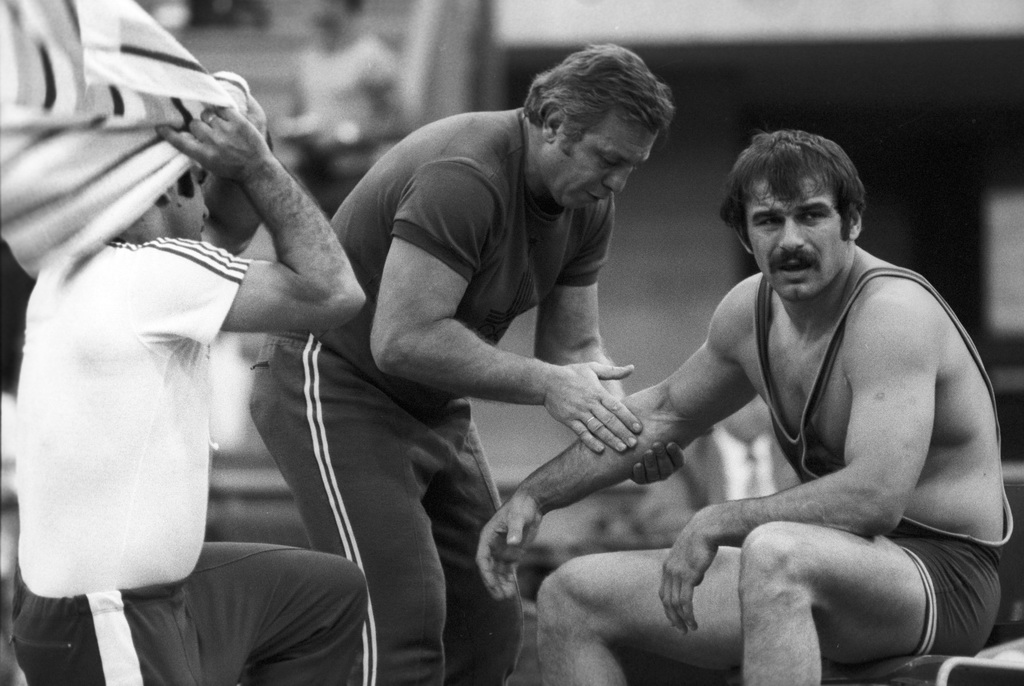
Ilja Mate während einer Wettkampfpause

Illja Fedorowytsch Mate (ukrainisch Ілля Федорович Мате; * 6. Oktober 1956 in Donezk) ist ein ehemaliger sowjetischer Ringer und Olympiasieger 1980 im freien Stil im Schwergewicht.

## Werdegang
Illja Mate wuchs in Donezk in der Ukraine auf und begann dort auch mit dem Ringen. Er startete während seiner ganzen Karriere für den Sportverein Kolos Donezk entwickelte sich schnell zu einem hervorragenden Freistilringer, der bei einer Größe von 1,87 m bald in das Schwergewicht, das damals bis 100 kg Körpergewicht reichte, hinein wuchs. 1974 wurde er Juniorenmeister der UdSSR. Sowjetischer Meister bei den Senioren wurde er 1978, 1979, 1980 und 1982, wobei er 1978 im Finale Iwan Jariygin besiegte.
Sein Debüt auf der internationalen Ringermatte gab Ilya bei der Junioren-Weltmeisterschaft in Chaskowo im Halbschwergewicht. Er belegte dort hinter dem Bulgaren Aristo Marinow den zweiten Platz. In den nächsten Jahren hatte er hauptsächlich damit zu tun, sich in der Sowjetunion gegen eine ganze Reihe von harten Konkurrenten, wie beispielsweise Salman Chassimikow, Aslanbek Bissultanow, Iwan Jarygin und Magomed Magomedow durchzusetzen. Dies gelang ihm erstmals im Jahre 1978, als er vor Bissultanow und Jarygin sowjetischer Meister im Schwergewicht wurde.
1979 wurde er dann bei der Europameisterschaft in Bukarest eingesetzt. Er konnte dort voll überzeugen und mit fünf Siegen über lauter schwere Gegner den Europameistertitel gewinnen. Auch der deutsche Weltklasseringer Harald Büttner musste dabei eine Niederlage gegen Mate einstecken. Auch bei der Weltmeisterschaft des gleichen Jahres in San Diego siegte Illja Mate. Im Finale gewann er dabei gegen den US-Amerikaner Russell Hellickson nach Punkten.
Als klarer Favorit ging Mate im Jahre 1980 bei den Olympischen Spielen in Moskau an den Start. Da die US-Amerikaner dort fehlten, hatte er es fast ausschließlich mit Ringern aus den Ostblockstaaten zu tun, die aber damals die Weltklasse im Ringen darstellten. Illja gelang in Moskau mit fünf Siegen der Olympiasieg.
Im Jahre 1981 wurde Illja nur bei der Weltmeisterschaft in Skopje eingesetzt. Überraschend verlor er dabei im Pool-Finale gegen Greg Gibson aus den USA und konnte so mit einem Sieg über den Türken Ayhan Taşkın nur mehr die Bronzemedaille retten.
Im Jahre 1982 revanchierte sich Ilya bei der Weltmeisterschaft in Edmonton an Gibson, den er nach Punkten besiegte, gewann unter anderem auch über Titelverteidiger Roland Gehrke aus der DDR und Vizeweltmeister Slawtscho Tscherwenkow aus Bulgarien und sicherte sich damit den zweiten Weltmeistertitel.
Illja Mate lebt heute (2009) als Privatunternehmer in Donezk.

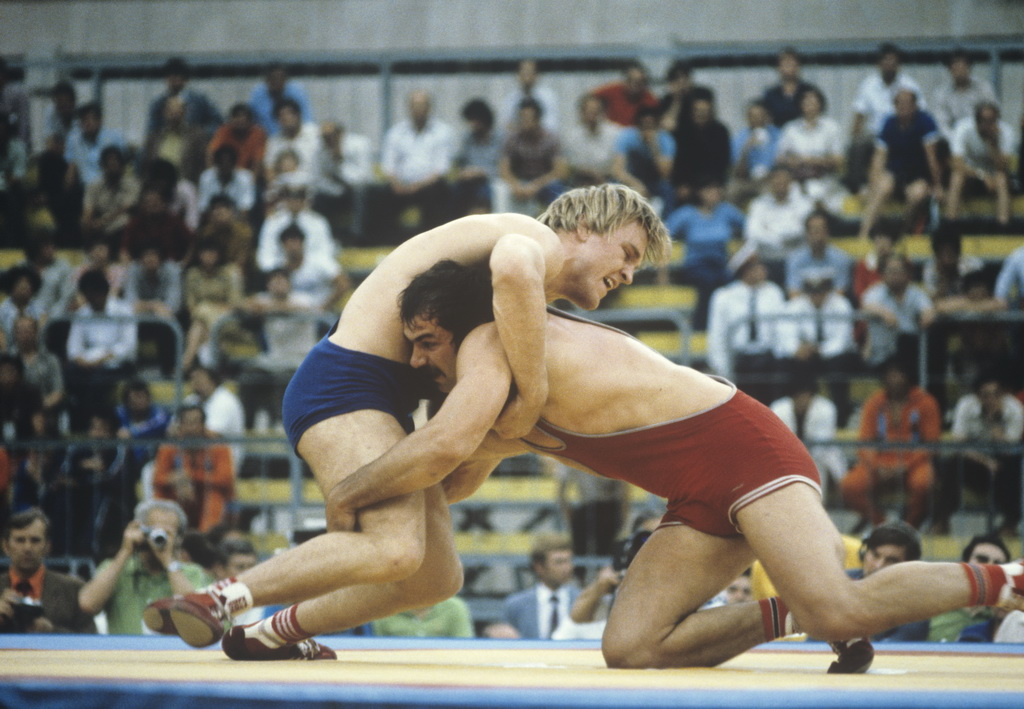
Olympische Spiele 1980: Illja Mate (rotes Trikot) gegen Július Strnisko.

## Internationale Erfolge
(OS = Olympische Spiele, WM = Weltmeisterschaft, EM = Europameisterschaft, F = freier Stil, Hs = Halbschwergewicht, S = Schwergewicht, damals bis 90 kg bzw. 100 kg Körpergewicht)
- 1975, 2. Platz, Junioren-WM in Haskovo, F, Hs, hinter Aristo Marinow, Bulgarien und vor Tomas Busse, Polen, Szakey, Ungarn und Ivanov, Rumänien;
- 1978, 2. Platz, World Cup in Toledo/USA, F, S, hinter Russell Hellickson, USA und vor Barbaro Morgan, Kuba und Hiroshi Yamamoto, Japan;
- 1979, 1. Platz, EM in Bukarest, F, S, mit Siegen über Harald Büttner, DDR, Ayhan Taşkın, Türkei, Slawtscho Tscherwenkow, Bulgarien, Július Strnisko, CSSR und Vasile Pușcașu, Rumänien;
- 1979, 1. Platz, WM in San Diego, F, S, mit Siegen über Vasile Pușcașu, Yoshiaki Yatsu, Japan, Bogusław Naumowicz, Polen, Harald Büttner und Russell Hellickson;
- 1980, 1. Platz, Großer Preis der Bundesrepublik Deutschland in Freiburg im Breisgau, F, S, vor Harald Büttner, Tomas Busse und Antal Bodo, Ungarn;
- 1980, Goldmedaille, OS in Moskau, F, S, mit Siegen über Santiago Morales, Spanien, Barbaro Morgan, Antal Bodo, Slawtscho Tscherwenkow, Tomas Busse und Július Strnisko;
- 1981, 1. Platz, World Cup in Toledo/USA, F, S, vor Greg Gibson, USA, Daschdordschiin Tserentogtoch, Mongolei und Abdulla R'Houma;
- 1981, 1. Platz, Universiade in Bukarest, F, S, vor Wenelin Atanassow, Bulgarien, Luis Miranda Leon, Kuba und Vasile Pușcașu;
- 1981, 3. Platz, WM in Skopje, F, S, mit Siegen über Masaji Ado, Japan, István Robotka, Ungarn und Ayhan Taşkın, Türkei und einer Niederlage gegen Gregory Gibson;
- 1982, 1. Platz, WM in Edmonton, F, S, vor Slawtscho Tscherwenkow, Gregory Gibson, Roland Gehrke, DDR, Július Strnisko und Ayhan Taşkın